# Ora hyacintha
Ora hyacintha là một loài bọ cánh cứng trong họ Scirtidae. Loài này được Blatchley miêu tả khoa học năm 1914.